# Teresa Graves
Teresa Graves (Houston, Texas; 10 de gener de 1948 - Los Angeles, Califòrnia; 10 d'octubre de 2002) va ser una actriu i cantant estatunidenca.

## Biografia
Va començar la seva carrera artística com a cantant del grup Doodletown Pipers. Més endavant va passar al món de la interpretació, amb aparicions en la sèrie de televisió Rowan and Martin's Laugh-In (1969-1970).
Va participar en papers de repartiment en algunes pel·lícules en la dècada dels setanta: Black Eye (1974), That Man Bolt (1973), i Vampira (1974), amb David Niven.
El seu moment de màxima popularitat arriba quan interpreta el paper protagonista en la sèrie policíaca Get Christie Love! (1974-1975). En ella, Teresa Graves interpretava el primer paper protagonista d'una dona afroamericana al servei del departament de policia d'una gran ciutat. In 1969 she toured with Bob Hope's USO tour in Southeast Asia.
En 1983 va abandonar la seva carrera artística per a centrar-se en la seva vocació religiosa com a membre de la comunitat dels Testimonis de Jehovà, religió que va abraçar el 1974.
Va morir tràgicament en l'incendi de la seva casa a l'edat de 54 anys.

## Papers
| Any       | Títol                       | Paper                | Notes                                    |
| --------- | --------------------------- | -------------------- | ---------------------------------------- |
| 1969      | Turn-On                     | Habitual             | 1 episodi                                |
| 1969–1970 | Rowan & Martin's Laugh-In   | habitual             | 26 episodis                              |
| 1971      | The Funny Side              | Minority Wife        |                                          |
| 1972      | Keeping Up with the Joneses |                      | Telefilm                                 |
| 1972      | The New Dick Van Dyke Show  | Nurse Allen          | 1 episodi                                |
| 1973      | The Rookies                 | Susan Davis          | 1 episodi                                |
| 1973      | That Man Bolt               | Samantha Nightingale |                                          |
| 1974      | Vampira                     | Comtessa Vampira     | Títols alternatius: Old Dracula Old Drac |
| 1974      | Black Eye                   | Cynthia              |                                          |
| 1974      | Get Christie Love!          | Christie Love        | 22 episodis                              |

## Premis i nominacions
| Any  | Premi             | Resultat   | Categoria                     | Pel·lícula o sèrie |
| ---- | ----------------- | ---------- | ----------------------------- | ------------------ |
| 1975 | Premi Globus d'Or | 'Nominada  | Millor actriu de TV dramàtica | Get Christie Love! |
| 1977 | TP d'Or           | Guanyadora | Millor Actriu Estrangera      | Get Christie Love! |